# Campbell Best
Campbell Best (né le 12 mars 1986) est un footballeur international des Îles Cook, qui joue en tant que milieu de terrain.

## Biographie

### En club
Il évolue pour le Tupapa Maraerenga Football Club au Championnat des îles Cook de football.

### En équipe nationale
Il a également joué pour les îles Cook aux Éliminatoires de la Coupe du monde de football 2014.